# Gmina Travnik
Gmina Travnik (boś. Općina Travnik) – gmina w Bośni i Hercegowinie, w kantonie środkowobośniackim. W 2013 roku liczyła 53 482 mieszkańców.